# Либерти (Јужна Каролина)
Либерти (енгл. Liberty) град је у америчкој савезној држави Јужна Каролина.

## Демографија
По попису из 2010. године број становника је 3.269, што је 260 (8,6%) становника више него 2000. године.
| Група             | 2000.         | 2010.         |
| Белци             | 2.606 (86,6%) | 2.771 (84,8%) |
| Афроамериканци    | 347 (11,5%)   | 299 (9,1%)    |
| Азијати           | 2 (0,1%)      | 14 (0,4%)     |
| Хиспаноамериканци | 30 (1,0%)     | 131 (4,0%)    |
| Укупно            | 3.009         | 3.269         |